# أليكساندرو غولبان
أليكساندرو غولبان (بالرومانية: Alexandru Golban)‏ هو لاعب كرة قدم مولدوفي في مركز الهجوم، ولد في 28 فبراير 1979 في كيشيناو في مولدوفا. شارك مع منتخب مولدوفا لكرة القدم. أما مع النوادي، فقد لعب مع آينتراخت براونشفايغ وميلسامي أورهي ونادي بياترا نيامتس ونادي توبول ونادي داسيا كيشيناو ونادي فيريس كيشيناو ونادي كارباتي لفيف.

## وصلات خارجية
- أليكساندرو غولبان على موقع الاتحاد الدولي (مؤرشف)  (الإنجليزية)
- أليكساندرو غولبان على موقع اتحاد أوكرانيا (الإنجليزية)
- أليكساندرو غولبان على موقع قاعدة بيانات كرة القدم.إي يو (الإنجليزية)
- أليكساندرو غولبان على موقع ناشيونال فوتبول تيمز (الإنجليزية)
- أليكساندرو غولبان على موقع Soccerway.com (الإنجليزية)